# Jaane Tu... Ya Jaane Na
Pour plus de détails, voir Fiche technique et Distribution.
Jaane Tu... Ya Jaane Na (जाने तू ... या जाने ना, littéralement « que tu le saches... ou non ») est un film indien réalisé par Abbas Tyrewala, sorti à l'été 2008, avec au casting Imran Khan et Genelia D'Souza dans les rôles principaux.
Ce film marque le début d'Imran Khan, neveu du célèbre acteur Aamir Khan, dans l'industrie du cinéma de Bollywood. Produit par Aamir Khan, il a connu un énorme succès, en Inde comme à l'étranger. La musique est composée par Allah Rakha Rahman, et les chansons Kabhi Kabhi Aditi ou encore Pappu Can't Dance sont devenus des tubes. IL est co-produit par Kiran Rao.

## Synopsis
Deux amis s'entraident pour trouver l'amour.

## Fiche technique
- Titre : Jaane Tu... Ya Jaane Na
- Titre original : जाने तू ... या जाने ना
- Réalisation : Abbas Tyrewala
- Scénario : Abbas Tyrewala
- Musique : A. R. Rahman
- Photographie : Manoj Lobo
- Montage : Shan Mohammed
- Production : Aamir Khan et Mansoor Khan
- Société de production : Aamir Khan Productions et PVR Pictures
- Pays de production :  Inde
- Genre : Comédie dramatique et romance
- Durée : 155 minutes
- Date de sortie : 
  - Inde : 4 juillet 2008

## Distribution
- Imran Khan : Jai Singh Rathore
- Genelia D'Souza : Aditi Mahant
- Manjari Fadnnis : Meghna
- Ayaz Khan : Sushant Modi
- Karan Makhija : Rotlu
- Sugandha Garg : Shaleen
- Nirav Mehta : Jiggy
- Alishka Varde : Bombs
- Renuka Kunzru : Mala
- Prateik Patil Babbar : Amit
- Anuradha Patel : Pumpkin
- Jayant Kripalani : Peachy
- Ratna Pathak Shah : Savitri
- Padam Bhola : Vivek
- Shakun Batra : Nilesh
- Naseeruddin Shah : Amar Singh
- Sohail Khan : Bhalu
- Arbaaz Khan : Bagheere
- Paresh Rawal : Vaghmare
- Omprakash : Hawaldar Gaikonde
- Rajat Kapoor : Mahesh, le père de Meghna
- Kitu Gidwani : Sheela, la mère Meghna
- Urvashi Shah : Richa
- Uditanshu Mehta : Vikram
- Veena Mehta : Pammi
- Murli Sharma : Prakash, l'officier de l'aéroport